# ماحوز
مَاحُوز (الاسم العلمي: Manettia)، جنس نباتات مُزهرة من فصيلة الفوية. تضم ما بين 80 و 123 نوعًا. منتشرة في جزر الهند الغربية والمكسيك وأمريكا الوسطى والجنوبية. معظمها كروم. سُمي الجنس على اسم الطبيب وعالم النبات والطيور الإيطالي سافيريو مانيتي (Saverio Manetti) من قبل كارولوس لينيوس
تشمل الأنواع:
- Manettia arboricola
- Manettia canescens
- Manettia cordifolia
- Manettia herthae
- Manettia holwayi
- Manettia lilacina
- Manettia longicalycina
- Manettia luteorubra
- Manettia microphylla
- Manettia nebulosa
- Manettia nubigena
- Manettia pichinchensis
- Manettia skutchii
- Manettia stenocalyx
- Manettia teresitae